# Rhyacophila trifasciata
Rhyacophila trifasciata är en nattsländeart som beskrevs av Martin E. Mosely 1930. Rhyacophila trifasciata ingår i släktet Rhyacophila och familjen rovnattsländor. Inga underarter finns listade i Catalogue of Life.